# Vincenzo Padula
Vincenzo Padula (Acri, 25 marzo 1819 – Acri, 8 gennaio 1893) è stato un presbitero, poeta e patriota italiano.

## Biografia
Padula nacque ad Acri, un piccolo borgo silano della Calabria Citeriore, al secolo parte del Regno delle Due Sicilie (attualmente in provincia di Cosenza), nel 1819 in una famiglia benestante della buona borghesia locale, figlio del medico Carlo Maria Padula e della sua consorte Mariangela Caterino, donna assai colta proveniente da una famiglia di tradizione politica murattiana. Venne avviato al sacerdozio e studiò dapprima al seminario di Bisignano, successivamente in quello di San Marco Argentano. Dopo l'ordinazione, avvenuta nel 1843, fu nominato insegnante nello stesso seminario di San Marco Argentano. La sua più vera vocazione era tuttavia la letteratura. Nel 1845 lasciò pertanto il seminario per dedicarsi al giornalismo, partecipando, assieme a un gruppo di giovani amici calabresi antiborbonici radunati attorno a Domenico Mauro, al vivace dibattito che precedette nelle Calabrie la rivoluzione del 1848.
In questo clima maturò la sua prima opera, la novella in versi Il monastero di Sambucina (1843), dedicata allo stesso Domenico Mauro. Collaborò a Il Calabrese, un periodico in cui, oltre a Domenico Mauro, scrivevano numerosi letterati, estremisti in politica e romantici in letteratura, fra i quali debbono essere ricordati Francesco Saverio Salfi, Giuseppe Campagna, Pietro Giannone di Bisignano (1806-1869), Biagio e Biagio Gioacchino Miraglia. Nel 1845 venne pubblicato Il Valentino, un poema di gusto byroniano andato ormai perduto. In entrambi i poemetti sono molto evidenti gli influssi della moda letteraria del tempo, soprattutto di Nicolò Tommaseo e Tommaso Grossi; è molto evidente inoltre il tentativo di dipingere la società calabrese nelle sue passioni quasi selvagge. Il radicalismo di Padula e dei giovani intellettuali suoi amici era reso più estremista dalle arretrate condizioni delle Calabrie, una regione in cui, assieme ai fermenti utopistici del passato (vedi Campanella) sopravviveva la tradizione giacobina. Testimonianza dei suoi sentimenti liberali sono alcuni versi sulla destituzione del Ministro della polizia Francesco Saverio Del Carretto e sulla prima guerra di indipendenza.
Come tanti altri religiosi, Padula aderì alla rivolta antiborbonica del 1848, anche se non pare abbia preso parte direttamente ad atti violenti. Durante gli scontri, che si verificarono ad Acri tra la fazione borbonica e quella liberale, perse la vita il fratello Giacomo. Perseguitato dalla reazione borbonica, seguita alla sconfitta dei moti del '48, gli fu tolto l'incarico di insegnamento al seminario e visse di stenti. Aprì una scuola privata, ma gli fu tolto il permesso; e fece l'istitutore presso famiglie liberaleggianti calabresi, prima presso i Ferrari a Petilia Policastro, poi a Crotone. Nel frattempo traduceva l'Apocalisse e studiava Gioberti e Rosmini. Nel 1854 si stabilì finalmente a Napoli, dove sperava fra l'altro di rendere la sua cultura più moderna e meno provinciale e di concorrere a qualche cattedra universitaria. Le speranze andarono in parte deluse; pubblicò tuttavia la traduzione dell'Apocalisse e altri versi sacri, e si legò ai pochi intellettuali rimasti in libertà con i quali si dedicò spesso alla compilazione di periodici, soppressi quasi sempre dalla censura. Fondò fra l'altro, assieme a Carlo De Cesare, Federico Quercia e Pasquale Trisolino, il periodico Secolo XIX.
Dopo l'Unità d'Italia si dedicò al giornalismo. Fondò dapprima un giornale di centro-sinistra (Il popolo d'Italia, 1861) e successivamente il periodico bisettimanale Il Bruzio (1864-1865), vicino alle posizioni politiche moderate di Francesco De Sanctis e Luigi Settembrini. In quest'ultimo giornale, scritto quasi interamente da lui, apparvero i saggi meridionalistici raccolti successivamente in Dello stato delle persone in Calabria e il dramma Antonello capobrigante calabrese. Il 28 luglio 1865 anche il Bruzio cessò le sue pubblicazioni.
Nel 1867 fu chiamato dal ministro dell'Istruzione Cesare Correnti a Firenze, allora capitale del Regno d'Italia, come segretario particolare. Con la speranza di intraprendere la carriera universitaria, nel 1871 scrisse in pochi mesi Protogea, un'opera in cui pretendeva di rintracciare le origini semitiche della toponomastica calabrese nel mondo preistorico. Migliori prove della sua cultura dimostrò in alcune pagine latine su Properzio. Nel novembre del 1878 ottenne finalmente dall'Università degli studi di Parma la cattedra di Letteratura italiana (D.M. P.I. 13 ottobre 1878); ma vi rimase solo due anni. Tornò a Napoli nel 1881, ma, a causa delle cattive condizioni di salute, si ritirò nel suo paese natale, dove rimase fino alla morte, sopraggiuntagli nel 1893, all'età di 73 anni.

## Opere

### Il Monastero di Sambucina
Pubblicato dapprima a Napoli nel 1843 con la falsa data di "Bruxelles il 1842", rielaborato successivamente dall'autore e pubblicato postumo nel 1914 dal nipote Giovanni a cura di Stanislao de Chiara, Il Monastero di Sambucina è un poemetto in versi ("novella calabrese"), ambientato in un monastero femminile della "Sila Cosentina". Teresa, una giovane donna costretta dalla madre ad abbandonare l'uomo amato e monacarsi contro la sua volontà per evitare che il patrimonio del primogenito venisse diminuito dalla dote, diventa la confidente di Eugenia, una bambina vissuta fin dalla nascita nel convento. Teresa scoprirà che il giovane amato in gioventù è diventato sacerdote. La madre badessa rivelerà a Teresa che la piccola Eugenia è figlia di Gabriella, una suora che, costretta anch'essa dai familiari a monacarsi, era fuggita dal convento per unirsi a un uomo a cui si era unita per ribellione contro la famiglia e la società, più che per amore; rimasta sola, Gabriella, morente, aveva consegnato la figlia appena nata alla badessa, ribadendo tuttavia in punto di morte la sua ribellione. La piccola Eugenia, ammalata, chiede di diventare suora e, nonostante la giovane età, viene esaudita poco prima di morire. Il poemetto, suddiviso in sei canti, comprendente 346 ottave e due cori, è l'opera di un giovane autore influenzato dai romantici lombardi. Venne giudicato da Francesco De Sanctis un pensiero casto e verginale del Paradiso dantesco calato nel riso profano della forma ariostesca.

### Il Bruzio
Il periodico bisettimanale Il Bruzio, pubblicato dal 1864 al 1865 è l'opera nella quale Vincenzo Padula ha profuso la sua più intensa passione. Padula si pone l'obiettivo di difendere lo Stato unitario dagli attacchi dei legittimisti, non lesinando, peraltro, critiche al governo unitario dal quale si aspetta un rinnovamento che tarda a manifestarsi. Nonostante la linea politica del periodico sia quella moderata dell'Associazione Unitaria Costituzionale di De Sanctis e Settembrini, l'atteggiamento politico di Settembrini, soprattutto nei temi concernenti i problemi del latifondo, della Sila e delle terre demaniali appare di chiara ispirazione tardo settecentesca, a favore dell'emancipazione del basso clero e dei contadini. Il periodico vede, infatti, la luce alla vigilia del momento più tragico per il Meridione, la cui economia già disomogenea, all'indomani della Spedizione dei Mille, si avvia, a causa dell'unificazione monetaria della Penisola ed all'eliminazione improvvisa di secolari protezioni doganali, ad un rapido declino. Dopo l'unificazione, la struttura produttiva calabrese, sia per via dell'ingresso di merci a prezzi fortemente competitivi prodotte nel Settentrione, sia in ragione della conseguente fuga di capitali e di risorse umane (emigrazione di massa), crolla nell'arco di circa un trentennio. Alla luce della visione liberal-illuministica, incapace di comprendere le conseguenze economiche dell'improvvisa apertura del mercato interno dell'ex Regno delle Due Sicilie e del trasferimento a Roma del centro politico ed amministrativo, Padula, attraverso le pagine de "Il Bruzio", si scaglia contro i latifondisti e la borghesia calabrese accusandoli di legittimismo filo borbonico, di tenace difesa dei propri privilegi e di fomentare addirittura il brigantaggio post-unitario. Di fatto il giornale chiuderà proprio per le accuse rivolte contro Francesco Martire (proprietario terriero, Direttore del Giornale di Calabria, poi sottosegretario e Sindaco di Cosenza) che i giudici giudicheranno come calunnie (cfr. Giuseppe Abbruzzo, Il Bruzio deve tacere in Quaderni della Fondazione Padula).

### Persone di Calabria
Il valore dei suoi articoli risiede soprattutto nell'interesse che essi rivestono come documenti di costume, privilegianti la descrizione dello stato delle Persone di Calabria. Del vasto disegno editoriale poté essere attuata solo la parte iniziale, quella che si riferiva alla descrizione dei ceti popolari (contadini, pescatori, ecc.), ma non è difficile immaginare, non solo alla luce della sua ideologia, ma anche da alcuni accenni rimastici, quali sarebbero stati i toni polemici di Padula sul clero e sulla borghesia.

### Antonello capobrigante calabrese
Dramma in cinque atti, ambientato in Sila nel 1844, all'epoca della sfortunata impresa dei Fratelli Bandiera e pubblicato nel 1864, dopo l'Unità d'Italia, in appendice al Bruzio.

### Poesie
Le composizioni in versi del Padula hanno visto la luce in varie occasioni (riviste, effemeridi, stampe occasionali per nozze o festività religiose, ecc.) e sono state raccolte in volume soltanto dopo la morte del poeta. Appaiono pertanto come uno strano miscuglio di composizioni di occasione, poesie civili, religiose, erotiche, su commissione, o di ispirazione popolare; talora convenzionali, il più delle volte, nonostante alcune cadute di stile, appaiono di valore estetico superiore alle opere dei contemporanei. Sono degni di nota due poemetti in dialetto calabrese: San Francesco di Paola e La notte di Natale.

### L'Orco
Diversamente da quanto lascia intendere il sottotitolo (Leggenda di un vecchio) questo poemetto in versi è un'opera giovanile, composta attorno al 1848. La trama somiglia alla favola di Petrosinella del Basile: l'Orco—l'angelo ribelle Ituriele (D'angel perduto avea l'ali e i capelli, / e menare la vita pellegrina / fuori del Cielo e fuori dell'inferno / sulla terra doveva egli in eterno)-- sorprende una povera donna a rubare nel suo giardino, e le impone la cessione della figlia, di nome Ciliegina, in cambio della vita. L'Orco si innamora di Ciliegina, quando costei diventa adolescente; ma la fanciulla, sedotta un giovane principe prigioniero dell'orco, scappa con il giovane. Durante la fuga Ciliegina viene ferita a morte da una donna di aspetto orribile che convince il principe di essere Ciliegina trasformata da un maleficio; Ciliegina viene trasformata dapprima in una colomba, poi viene accolta in un convento di suore dove viene convertita alla fede cristiana. Dopo varie peripezie, Ciliegina ritrova il giovane principe, mentre la brutta e malvagia impostora si converte e viene perdonata. I due giovani si sposano; ma l'Orco riesce a ritrovare la fanciulla e, in un ultimo colloquio, le manifesta il suo amore e il rimpianto per aver Dio negato agli angeli il diritto all'amore coniugale: Ah! se agli angioli suoi simil la sorte / negli anni eterni avesse ahimè! largito, / se avesse lor concesso una consorte, / una compagna in quel Vuoto infinito; / non mai, non mai contro l'eterne porte / d'angel pugnato avrìa drappello ardito. L'opera, divisa in dodici canti, è stata pubblicata parzialmente in varie occasioni, e integralmente soltanto nel 1975, nell'edizione critica di Attilio Marinari.

### Protogea, ossia l'Europa Preistorica
Un saggio pubblicato a Napoli, presso lo Stabilimento tipografico di P. Androsio, nel 1871 inteso a rintracciare nel mondo preistorico le origini semitiche della toponomastica calabrese e italiana. Le etimologie di Padula sono sorprendenti: Saracena deriverebbe dall'ebraico Sarucha (piacevole alloggiamento), Trebisacce dall'ebraico Bethsakia (luogo dove s'adacqua), Panettieri dall'ebraico Paneth-Hother (superficie fumante), Pittarella, le cui donne avevano fama di essere magàre, ossia esperte nell'arte della divinazione, da Pethor, vocabolo associato nella lingua ebraica all'interpretazione dei sogni, Cicala (Italia) dall'ebraico Ke-gahhal (monte fumante), come pure Carpanzano da Kap-har-Hazan (cavità del monte fumante nella lingua ebraica), e così via. Le tesi del saggio, ad oggi smentite, nulla tolgono alla levità con cui viene trattato da Padula un argomento di norma ostico.

## Edizioni
- Vincenzo Padula, Antonello capobrigante calabrese. Dramma in cinque atti a cura di Fausto Gullo, Feltrinelli, 1952
- Vincenzo Padula, Persone in Calabria, a cura di Carlo Muscetta, Parenti, Firenze, 1950 (2ª ed. riveduta Edizioni dell'Ateneo, Roma, 1967).
- Vincenzo Padula, Calabria di sempre. Saggi e documenti, Corte, 1971
- Vincenzo Padula, Cronache del brigantaggio in Calabria 1864-65, a cura di Antonio Piromalli e Domenico Scafoglio, Athena, Napoli, 1974
- Vincenzo Padula, L'Orco. Leggenda d'un Vecchio, a cura di Attilio Marinari, Carlo M. Padula editore, 1975
- Vincenzo Padula, Poesie inedite, a cura di Antonio Piromalli e Domenico Scafoglio, Guida, Napoli, 1975
- Vincenzo Padula, Calabria. Prima e dopo l'unità, 2 voll., a cura di Attilio Marinari, Laterza, 1977
- Vincenzo Padula, Il Bruzio, Gangemi, 1980
- Vincenzo Padula, Persone in Calabria, Vecchiarelli, 1993; Rubbettino, 2006; Franco Pancallo Editore, 2010
- Vincenzo Padula, Prose narrative, morali, satiriche, pensieri, cronache, elogi funebri, Laterza, 1997
- Vincenzo Padula, I poemetti, a cura di Attilio Marinari, Laterza, 1997
- Vincenzo Padula, Vocabolario calabro. Laboratorio del dizionario etimologico calabrese. A-E, Laterza 2001
- Vincenzo Padula, Scritti di estetica, linguistica e critica letteraria, 3 voll., a cura di Pasquale Tuscano, Roma - Bari, Laterza, 2002
- Vincenzo Padula, Il mio primo amore, Imagaenaria, 2008
- Vincenzo Padula, Scritti letterari e giornalistici, a cura di Nicola Merola, Rubbettino, 2009
- Vincenzo Padula, Teatro, edizione critica a cura di Mario Dondero, Laterza, 2010
- Vincenzo Padula, Antonello Capobrigante Calabrese, Createspace Independent Pub, 2012
- Vincenzo Padula, Il Monastero di Sambucina, Createspace Independent Pub, 2012
- Vincenzo Padula, Vocabolario calabro. Laboratorio del dizionario etimologico calabrese. F-O, Edizioni dell'Orso, 2017